# Дусь Сергій Васильович
Сергі́й Васи́льович Ду́сь  (13.1.1991, Пекурівка Чернігівської області — 13.7.2014, м. Луганськ) — сержант Збройних сил України.

## З життєпису
Народився 1991 року в багатодітній родині у селі Пекурівка Чернігівської області. Закінчив ЗОШ села Пекурівка, потім — ПТУ училище та здобув професію електрика.
У часі війни мобілізований, механік-водій танка, 1-ша окрема танкова бригада. Збирався звільнятися з армії взимку.
Загинув у бою при проведенні заходів з розблокування оточеного терористами аеропорту Луганська. Колона танків прямувала на допомогу до заблокованого луганського аеропорту і потрапила під обстріл. Сергій був у танку «Булат», який ішов останнім у колоні. Під час бою танк під керівництвом Олександра Мороза, з навідником Федором Матюшею, зазнав два влучання. Від другого танк зайнявся, і рушив далеко в поле. Сергій Дусь загинув, а двоє членів екіпажу покинули спалений танк та полями вийшли до аеропорту. Деякий час перебував в списку зниклих безвісти; а станом на грудень 2014-го — полонених.
Обгоріле тіло Сергія змогли повернути через деякий час внаслідок обміну з терористами. Похований в селі Пекурівка.
Без Сергія лишились батьки та дев'ять братів й сестер.

## Нагороди
31 жовтня 2014 року за особисту мужність і героїзм, виявлені у захисті державного суверенітету та територіальної цілісності України, вірність військовій присязі під час війни на сході України, відзначений — нагороджений орденом «За мужність» III ступеня (посмертно).